# Пропадане
„Пропадане“ (на английски: Falling Down) е американски екшън филм от 1993 г. на режисьора Джоел Шумахер, по сценарий на Еб Роу Смит, и участват Майкъл Дъглас, Робърт Дювал, Барбара Хърши, Рейчъл Тикотин, Фредерик Форест и Тюсдей Уелд. Филмът е пуснат в Съединените щати на 26 февруари 1993 г. от „Уорнър Брос“.